# Abu Jarash
Abu Jarash (tiếng Ả Rập: أبو جرش) là một khu phố và quận của đô thị al-Salihiyah của Damascus, Syria. Nó có dân số 12.798 trong cuộc điều tra dân số năm 2004. Trong cuộc điều tra dân số Pháp năm 1936, Abu Jarash có dân số 9.600 người, tất cả đều là người Hồi giáo. Khu phố được xây dựng xung quanh lăng mộ của Abu Jarash, còn được gọi là Abdallah ibn Sala al-Raqqi, một quan chức tòa án hoàng gia Ayyubid cao cấp.